# College Chums (film, 1907)
Pour les articles homonymes, voir College Chums.
Pour plus de détails, voir Fiche technique et Distribution.
College Chums est un film muet américain réalisé par Edwin S. Porter, sorti en 1907.

## Fiche technique
- Titre original : College Chums
- Réalisation : Edwin S. Porter
- Production Edison Manufacturing Company
- Pays d'origine : États-Unis
- Format : Noir et blanc
- Genre : Comédie
- Durée : 11 minutes
- Date de sortie :
  - États-Unis : 7 décembre 1907
- Licence : film libre de droit[1]

## Distribution
- Edward Boulden
- Katherine Griffith